# مدل XY کلاسیک
در فیزیک، مدل XY کلاسیک (انگلیسی: Classical XY model) یک مدل نظری روی شبکه در مکانیک آماری است.
با فرض توری D-بعدی Λ، متناظر به هر سایت شبکه j ∈ Λ یک بردار یکه sj = (cos θj, sin θj) متناظر می‌کنیم. توزیع اسپین‌ها روی شبکه s = (sj)j ∈ Λ با مشخص کردن زاویه −π < θj ≤ π برای هر j ∈ Λ داده می‌شود.
انرژی این پیکربندی برای یک برهمکنش مستقل از مکانJij = J(i − j) و میدان خارجی وابسته به هر سایت به صورت {\displaystyle \mathbf {h} _{j}=(h_{j},0)}
به شکل:{\displaystyle H(\mathbf {s} )=-\sum _{i\neq j}J_{ij}\;\mathbf {s} _{i}\cdot \mathbf {s} _{j}-\sum _{j}\mathbf {h} _{j}\cdot \mathbf {s} _{j}=-\sum _{i\neq j}J_{ij}\;\cos(\theta _{i}-\theta _{j})-\sum _{j}h_{j}\cos \theta _{j}} داده می‌شود.
احتمال هر پیکربندی از توزیع بولتسمان به دست می‌آید:
{\displaystyle H(\mathbf {s} )=-\sum _{i\neq j}J_{ij}\;\mathbf {s} _{i}\cdot \mathbf {s} _{j}-\sum _{j}\mathbf {h} _{j}\cdot \mathbf {s} _{j}=-\sum _{i\neq j}J_{ij}\;\cos(\theta _{i}-\theta _{j})-\sum _{j}h_{j}\cos \theta _{j}}
که در آن Z تابع پارش است.